# Polaruschakov polaris
Polaruschakov polaris är en ringmaskart som först beskrevs av Uschakov 1976.  Polaruschakov polaris ingår i släktet Polaruschakov och familjen Polynoidae. Arten har ej påträffats i Sverige. Inga underarter finns listade i Catalogue of Life.